# جين آي كريتز
جين ألان كريتز (بالإنجليزية: Gene A. Cretz)؛ )وُلد في 20 أبريل 1950)، هو دبلوماسي أمريكي عمل ضمن السلك الدبلوماسي المهني حتى تقاعده في عام 2015. شغل قبل تقاعده منصب سفير الولايات المتحدة لدى غانا.

## النشأة
وُلد جين ألان كريتز في ألباني، نيويورك، والتحق بمدرسة ألباني الثانوية، حيث تخرج ضمن دفعة عام 1968. وعاد لاحقًا للتدريس في نفس المدرسة خلال الفترة من 1977 إلى 1979. حصل على شهادة البكالوريوس في الأدب الإنجليزي من جامعة روتشستر، ثم نال درجة الماجستير في اللغويات والتعليم الثانوي من كلية ولاية بوفالو في بوفالو.

## المناصب الدبلوماسية
شغل جين كريتز سابقًا مناصب دبلوماسية مهمة في إسرائيل ومصر وسوريا. بالإضافة إلى هذه المواقع، تمركز في باكستان والهند والصين وواشنطن العاصمة. كان كريتز هو السفير الأمريكي السابق إلى ليبيا قبل كريستوفر ستيفنز مباشرة. وقبل توليه منصبه في ليبيا، كان نائب مساعد وزير الخارجية لشؤون الشرق الأدنى.
كان أول سفير أمريكي إلى ليبيا منذ عام 1972، بعد ترشيحه في يوليو 2007 من قبل الرئيس جورج بوش. وأكد مجلس الشيوخ الأمريكي تعيينه في 21 نوفمبر 2008. أدى اليمين كسفير للولايات المتحدة لدى ليبيا أمام وزيرة الخارجية كوندوليزا رايس في 17 ديسمبر 2008 بوزارة الخارجية، ووصل إلى ليبيا في 27 ديسمبر 2008. يجيد كريتز الحديث بعدة لغات، منها العربية والداري والأردية والصينية.
رشحه الرئيس باراك أوباما لمنصب السفير في غانا في أبريل 2012، وأدى اليمين في 11 سبتمبر 2012 أمام وزيرة الخارجية هيلاري رودام كلينتون. قدم أوراق اعتماده في 8 أكتوبر 2012، واستمر في المنصب حتى 26 يونيو 2015.
من 2015 حتى 2019، كان كريتز أحد ممثلي مدير القوة متعددة الجنسيات والمراقبين، وخلال هذه الفترة أقام في تل أبيب، إسرائيل.
عاد السفير كريتز إلى منطقة واشنطن العاصمة في عام 2019.